# Королівський ботанічний сад (Онтаріо)
Королівський ботанічний сад англ. Royal Botanical Gardens (RBG) з офісом у  Берлінгтоні, також включає землі міста  Гамільтон Онтаріо, Канада. Позиціонується як один з більших туристичних об’єктів між Ніагарським водоспадом і Торонто, а також як важливий місцевий і регіональний садово-парковий, освітній, природоохоронний і науковий ресурс. 31 липня 2006 Королівський ботанічний сад був визнаний національним фокусним об’єктом  у рамках Глобальної стратегії збереження рослин  англ. Global strategy for plant conservation Міністерством охорони довкілля Канади.
980 га природних заповідних територій, які належать Королівському ботанічному саду, в силу свого унікального розміщення та специфічних умов, є природним куточком, у якому натурально збереглося рідкісне для Канади біорозмаїття, зокрема представлених тут дикоростучих рослин, а також птахів та інших тварин, і крім того є частиною світового Niagara Escarpment World Biosphere Reserve. У межах парку природно зростають більш ніж 1100 видів рослин, серед яких пухівка плосколиста (Trichophorum planifolium), яка не зустрічається ніде більше в Канаді, також у межах парку є найбільша природна ділянка загроженої в Канаді шовковиці червоної  (Morus rubra). Обидві ці рослини належать до видів під загрозою зникнення . У 2008 ботсад був визнаний територією, важливою для земноводних і плазунів організацією «Мережа охорони земноводних і плазунів» (англ. Canadian Amphibian and Reptile Conservation Network (CARCNET)).

## Історія

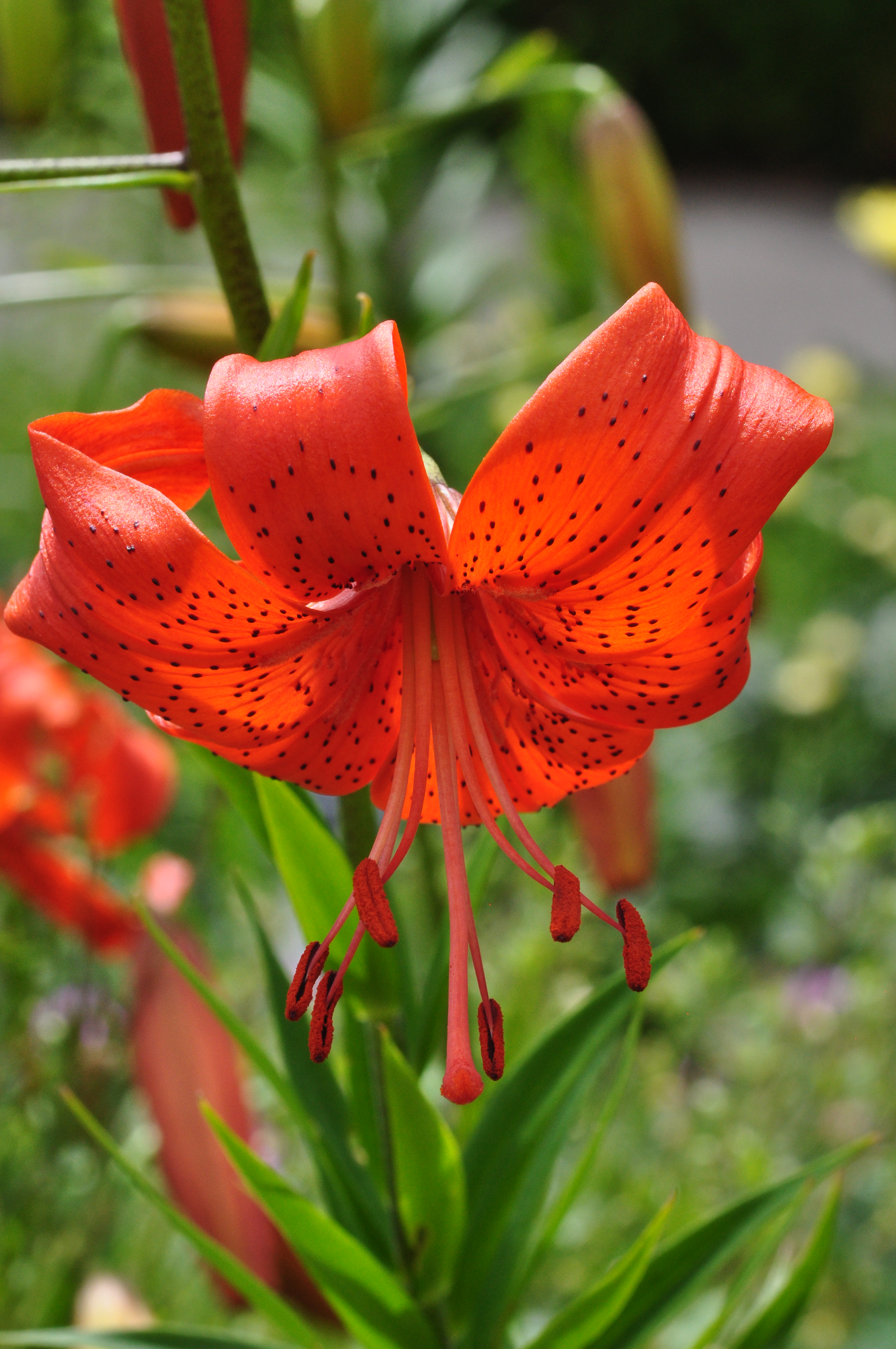
Лілія сорту «Бренда Ватс» з колекції лілій у Парку Гендрі

У 30-х роках 20 ст. під час Великої депресії Говард і Лорі Данінгтон-Ґраб (англ. Howard and Lorrie Dunington-Grubb) створили ландшафтну композицію, яка поєднувала місцеві та екзотичні рослини. Початкова секція Королівського ботсаду була спланована і виконана у 1930-х роках у рамках суспільно-корисних проектів затруднення безробітних. Вона стала окрасою пустуючих земель між Гамільтоном і Берлінгтоном, які до того вважались закинутими. Так, відвали гравію, які не використовувались, були творчо перетворені на «альпійський сад», для чого було додатково переміщено великі камені з Ніагарського уступу, який проходить поблизу. В концепції Королівського ботанічного саду були поєднані два підходи – створення садово-паркових композицій та клумб та збереження чудових природних лісів і заплав. У 1930-му році було отримано офіційний дозвіл називати створювані сади «Королівським ботанічним садом .
Першим директором англ. RBG у 1947 був призначений професор ботаніки з поблизького Університету ім. МакМастера др. Норман Редфорт, а на початку 1950-х – др. Леслі Лейкінг, який керував установою до початку 1980-х. Під його керівництвом ботсад розрісся і набув того колосального значення, яке він має тепер. На близько 1100 га площі, Королівський ботанічний сад являє собою одну з найбільших таких інституцій у Північній Америці.

## Особливості
Важливими елементами Королівського ботсаду є дендрарій (англ. Arboretum), гербарій, природознавчий центр  (англ. Nature Interpretive Centre) (проводить навчальні  заходи в живій природі), мережа стежок-маршрутів загальною довжиною більше 37 км та квіткових композицій, клумб, декоративних насаджень з елементами садово-паркової архітектури, оранжереї, різноманітні виставки як надворі так і в приміщеннях, тематичні колекції. На території ботанічного саду розміщена дирекція зеленого маршруту «Брюс» англ. The Bruce Trail Conservancy.  Від 2010 стежки Королівського ботанічного саду виведені в мережу інтернет за допомогою програми «Ґеотрейл».
На землях ботсаду представлені деякі важливі рослинні комплекси, характерні для Канади. Найбільша з цих територій, яка включає болота і заплави під назвою англ. Cootes Paradise («рай для лисок»), є природним місцем розмноження деяких місцевих видів риб, характерних для озера Онтаріо, а також одним з найцікавіших місць спостереження за птахами, і одночасно прикладом найбільших у Канаді зусиль екологічної реабілітації боліт.
У королівському ботсаду проводиться друга в Канаді за масштабом садівнича виставка під назвою англ. The Ontario Garden Show.
Варто відвідати такі великі секції Королівського ботанічного саду:
- Прак Гендрі, у якому традиційно представлені колекція лілій, колекція троянд, колекція нарцисів, демонстраційні грядки культурних, лікарських та пряних рослин, куточок місцевих канадських дерев, різні альтанки, павільйони, ставки з золотими рибками, багато декоративних кущів[11] (англ.).
- Сад Лейкінга, названий за іменем багатолітнього директора, містить колекції ірисів, півоній, ломиносів, багаторічників, декоративних трав та інші. Сад розміщений на терасах між озерами[12] (англ.).
- Сад каменів ( від осені 2013 на реконструкції, має відкритись навесні 2015) поєднує традиційні альпійські гірки з різноманітними квітковими, чагарниковими, водними та іншими елементами. Є колекція азалій/рододендронів та дві ділянки квітучих черешень.
- Дендрарій колосальних розмірів та просторів, включаючи колекції буків, дубів, магнолій, соснових, бузку, деренів, ягідних яблунь, різноманітних плакучих форм, приклади алейних посадок, живоплоти і формовані насадження місцевих дерев і кущів, характерних для Онтаріо, та багато іншого[13] (англ.).

## Галерея

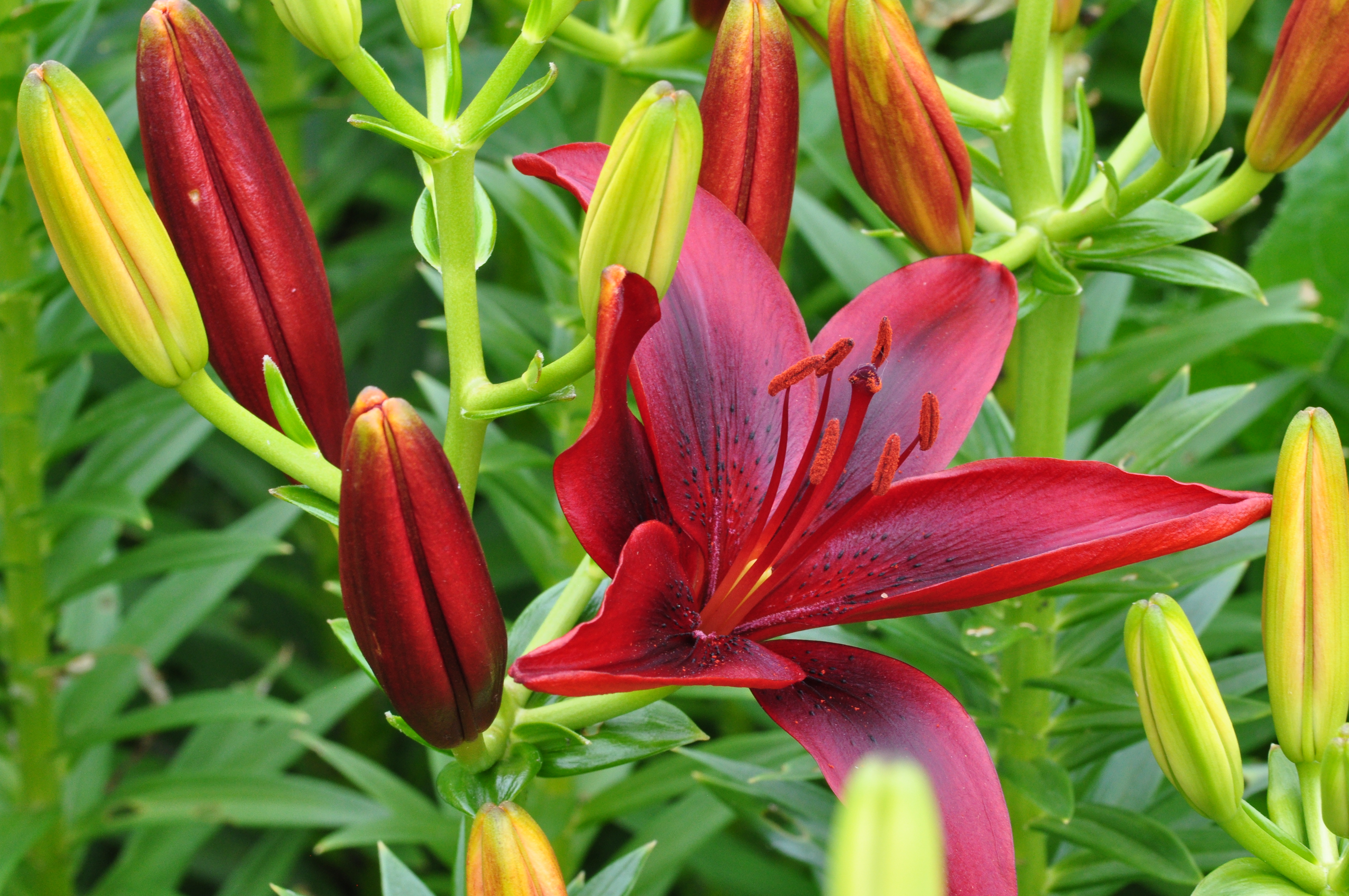
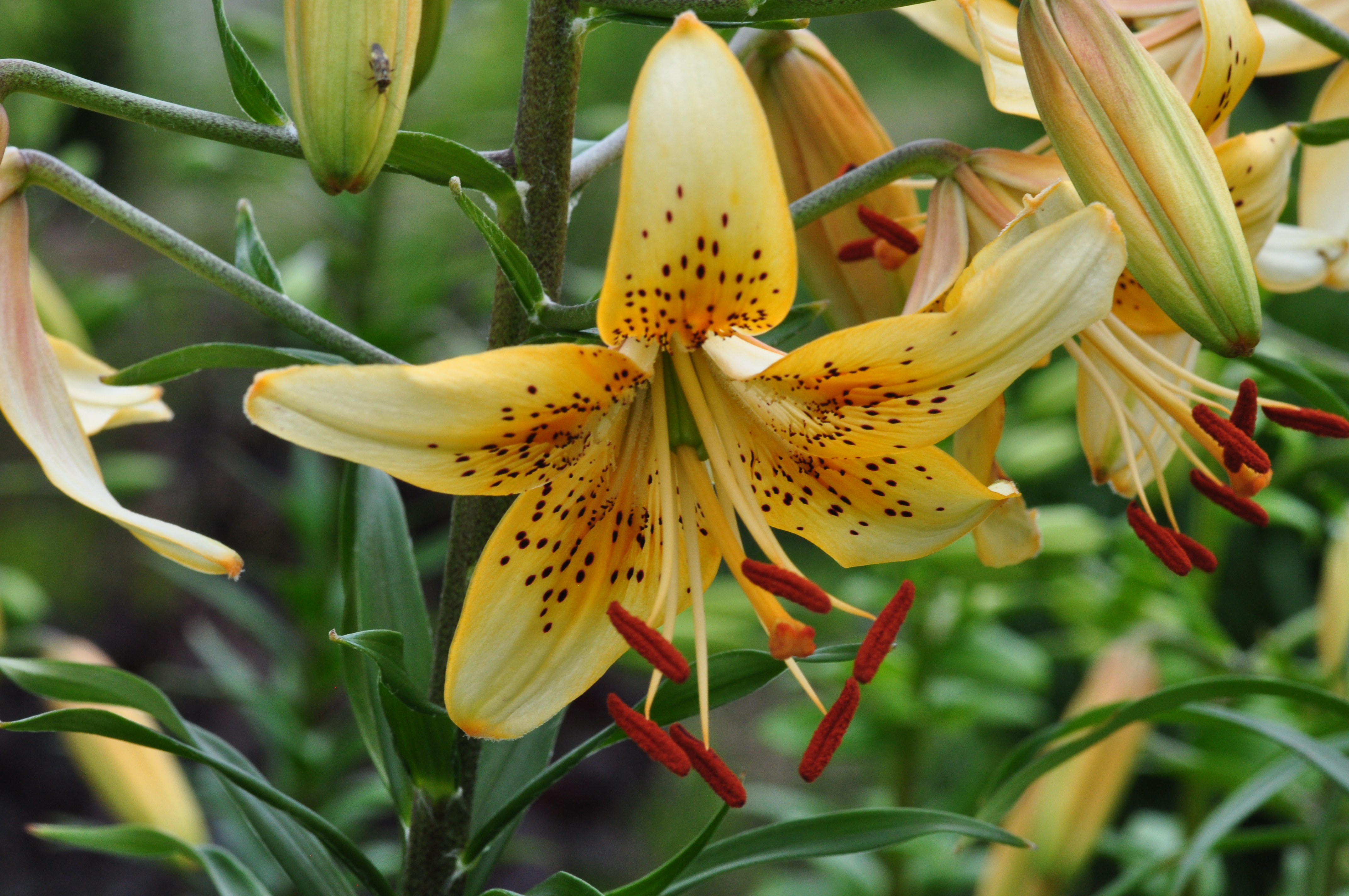
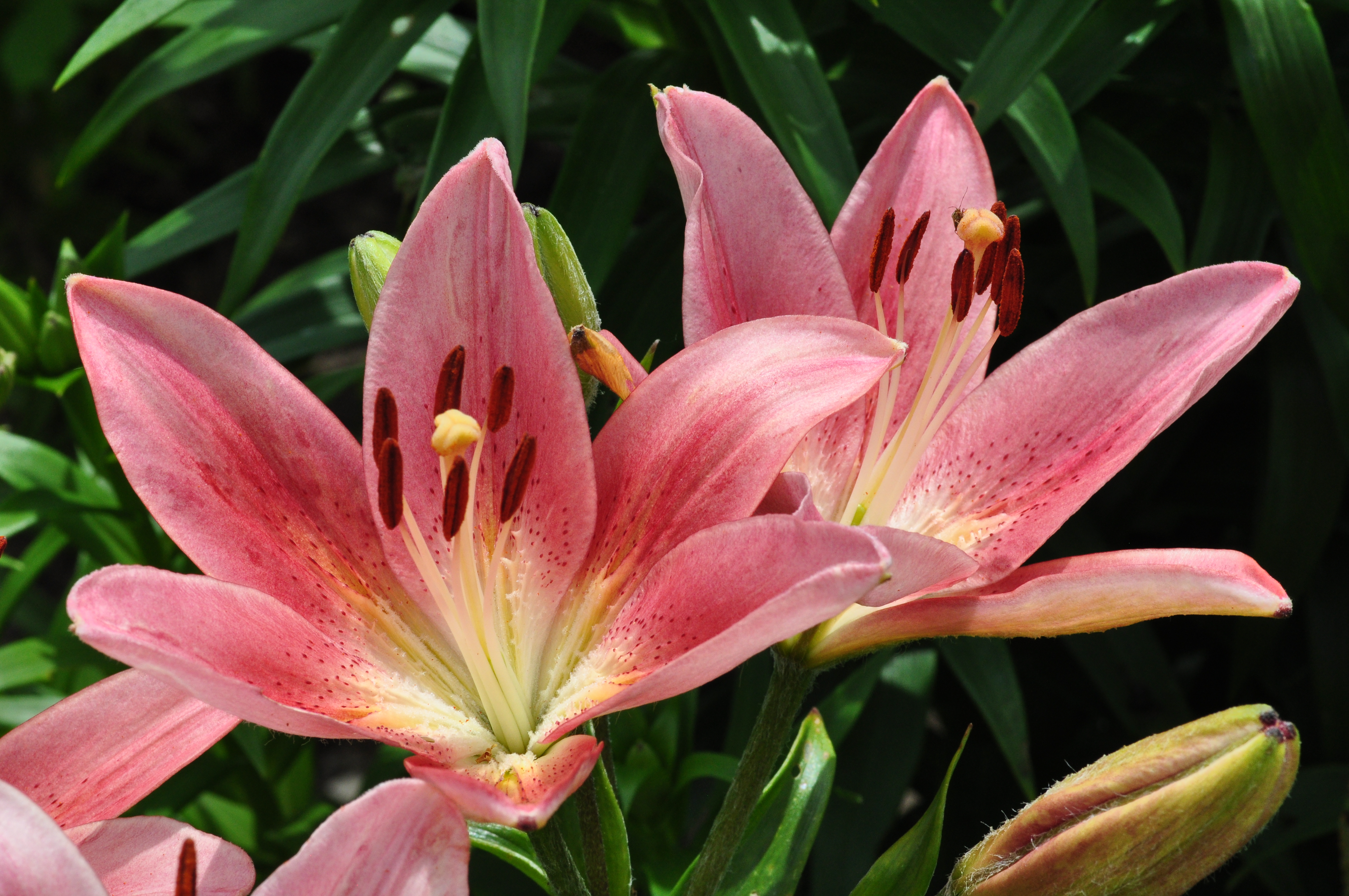
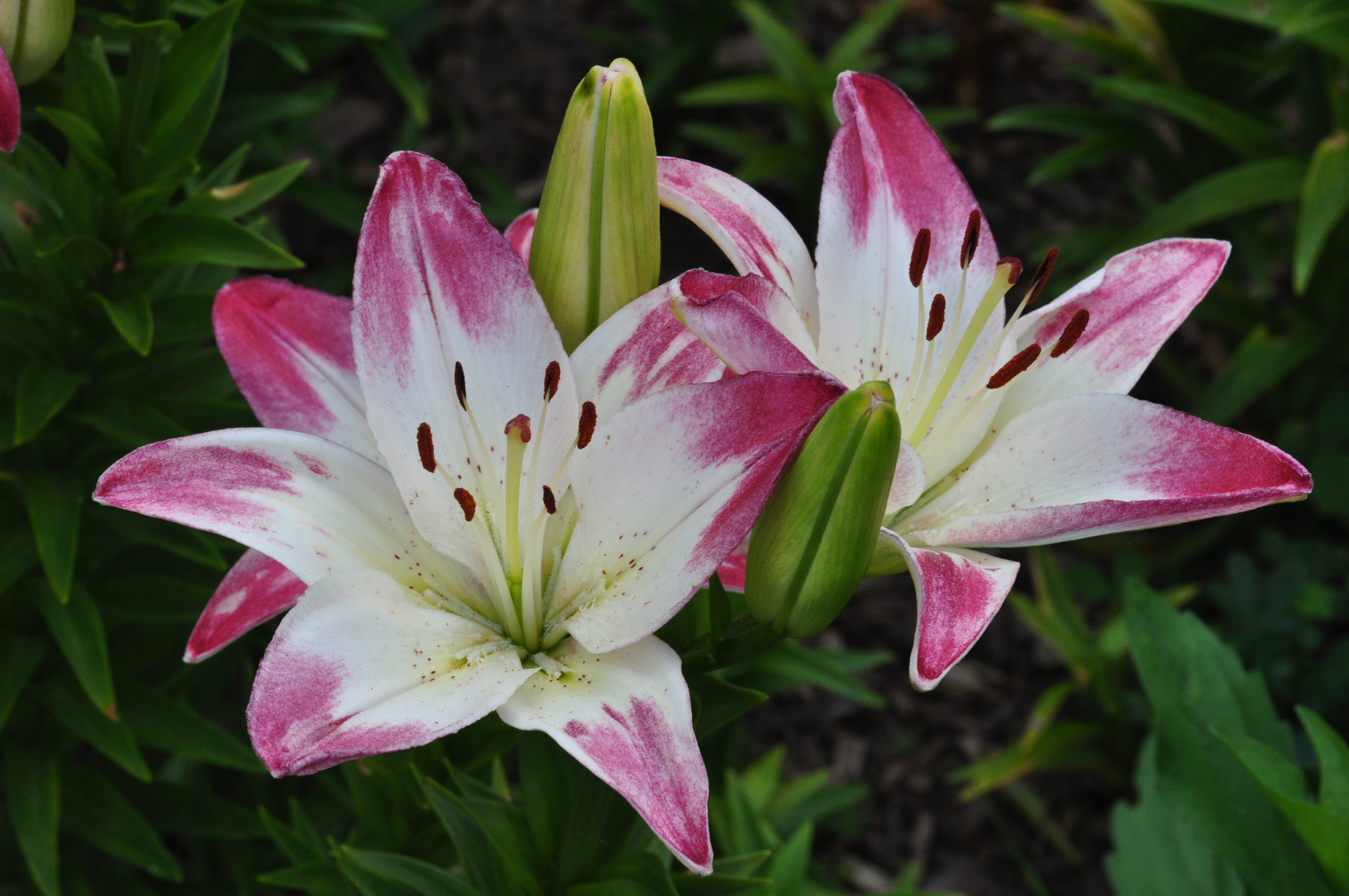
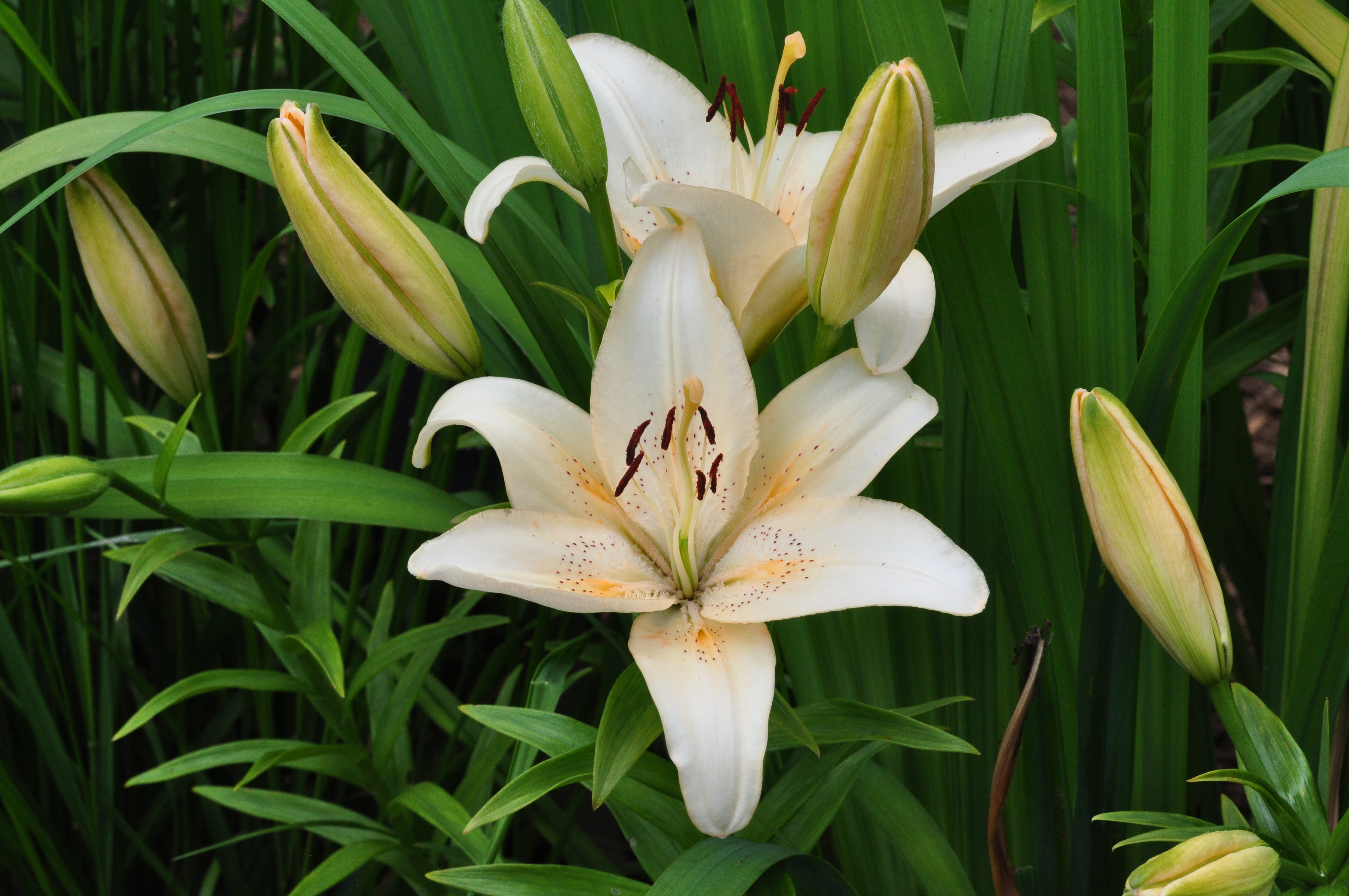
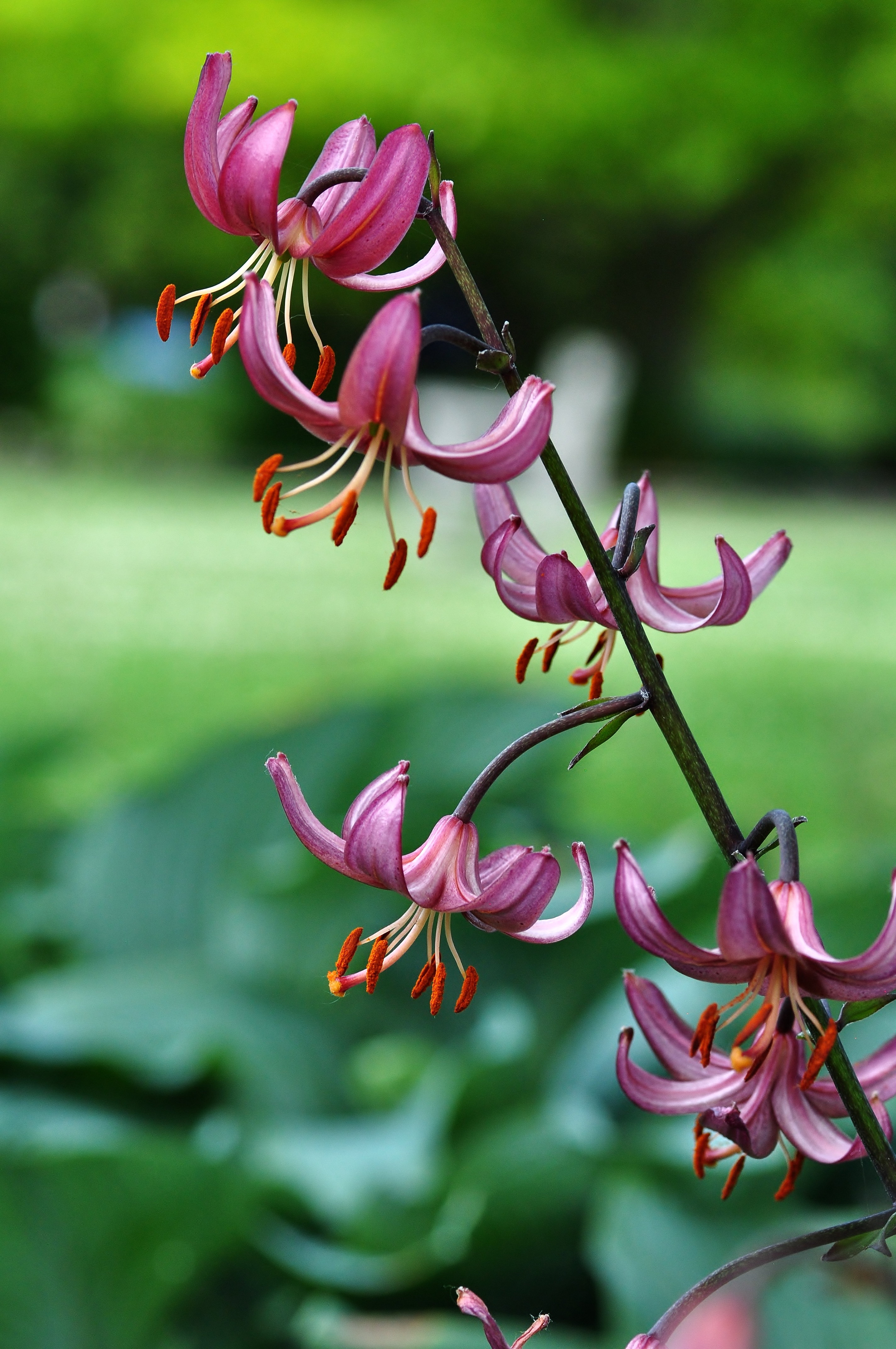
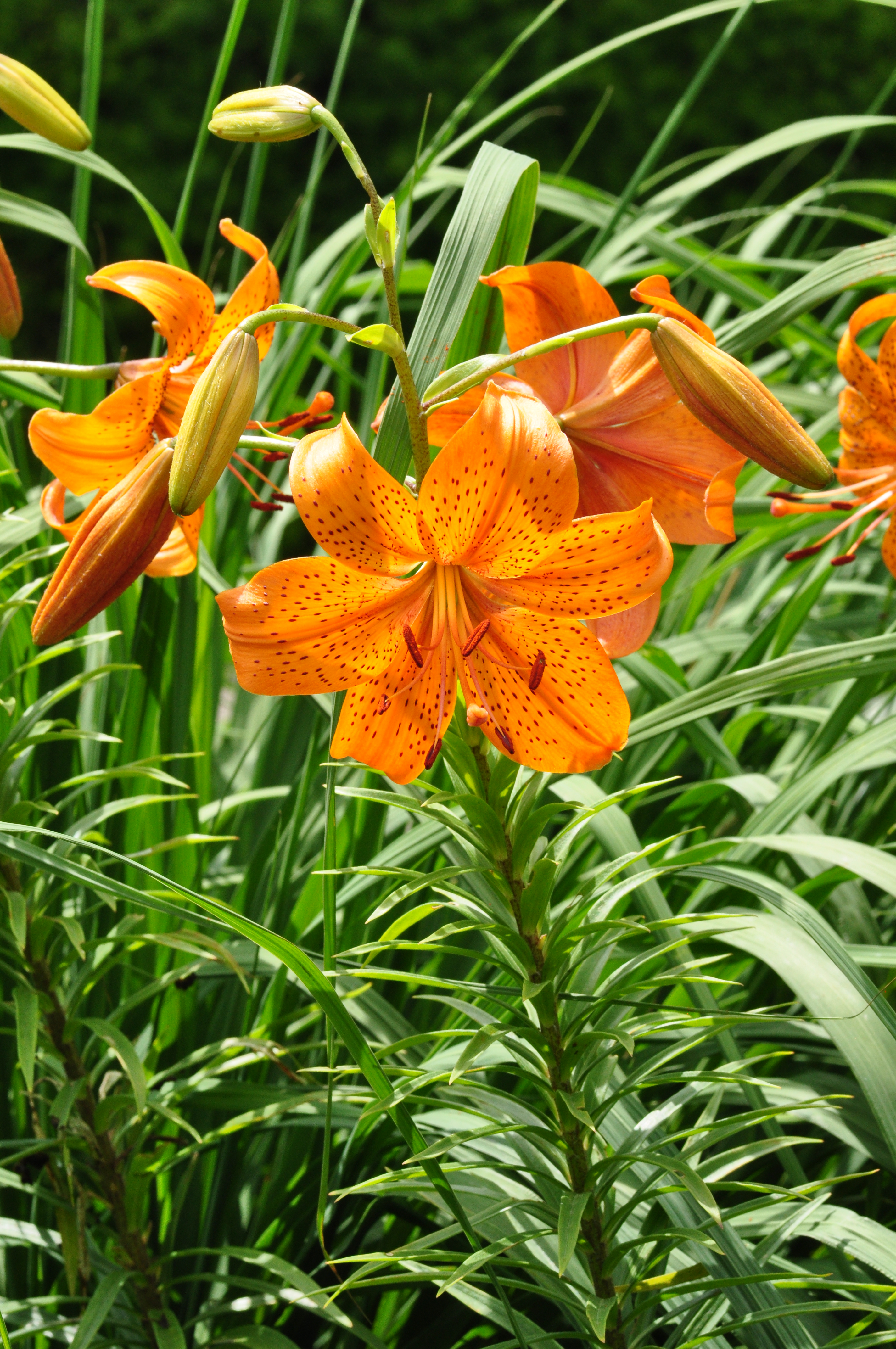

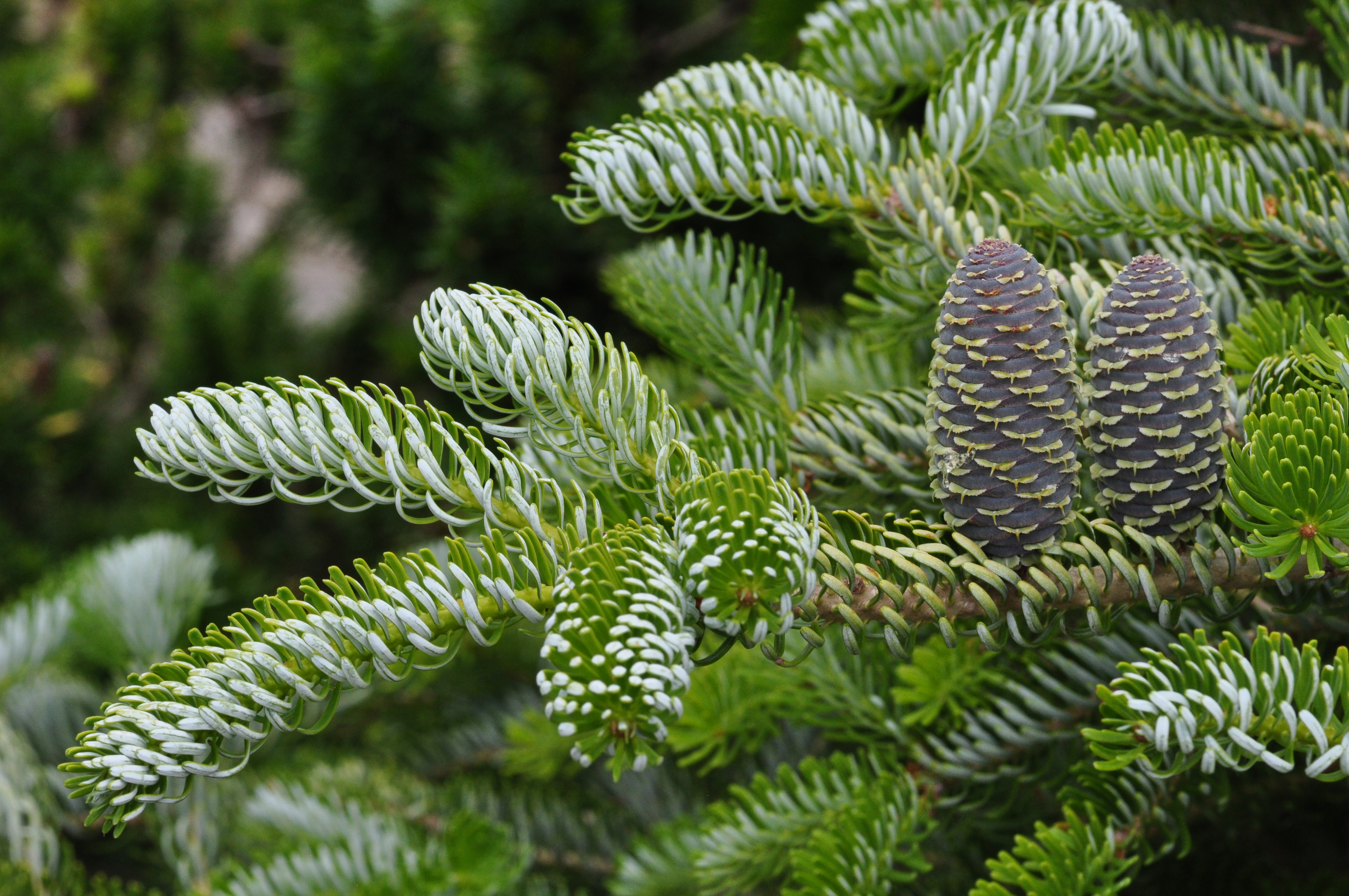
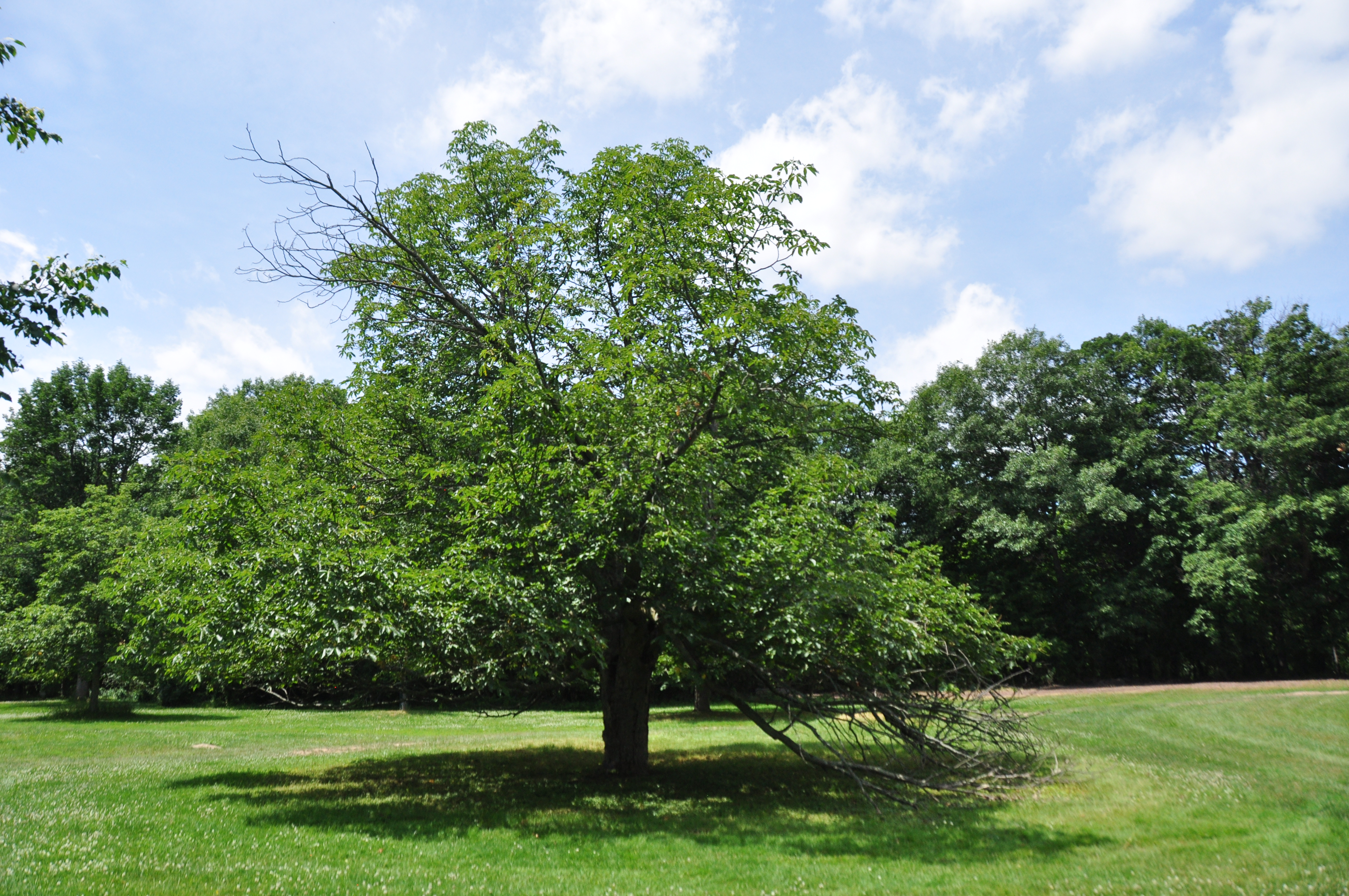
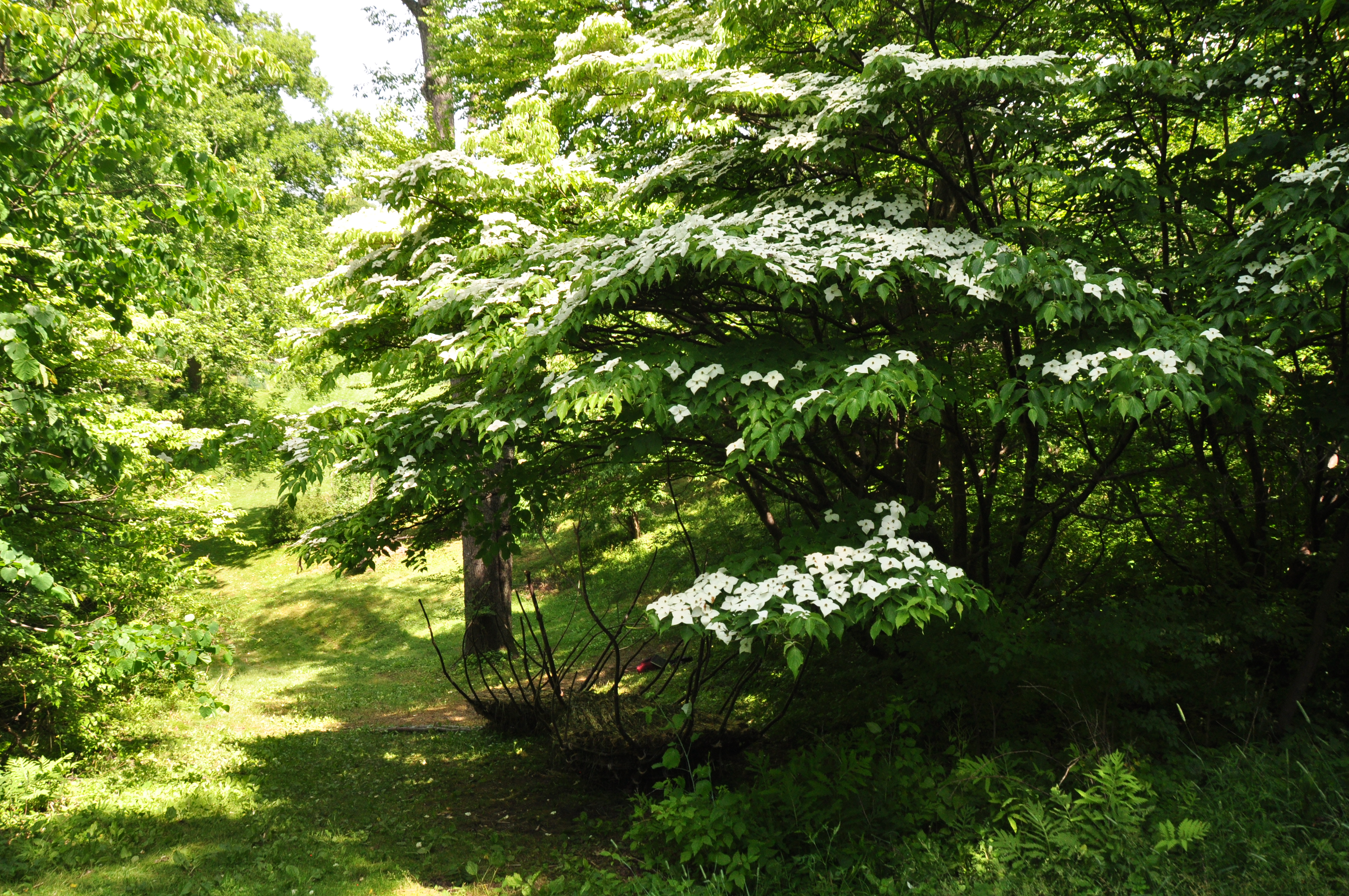
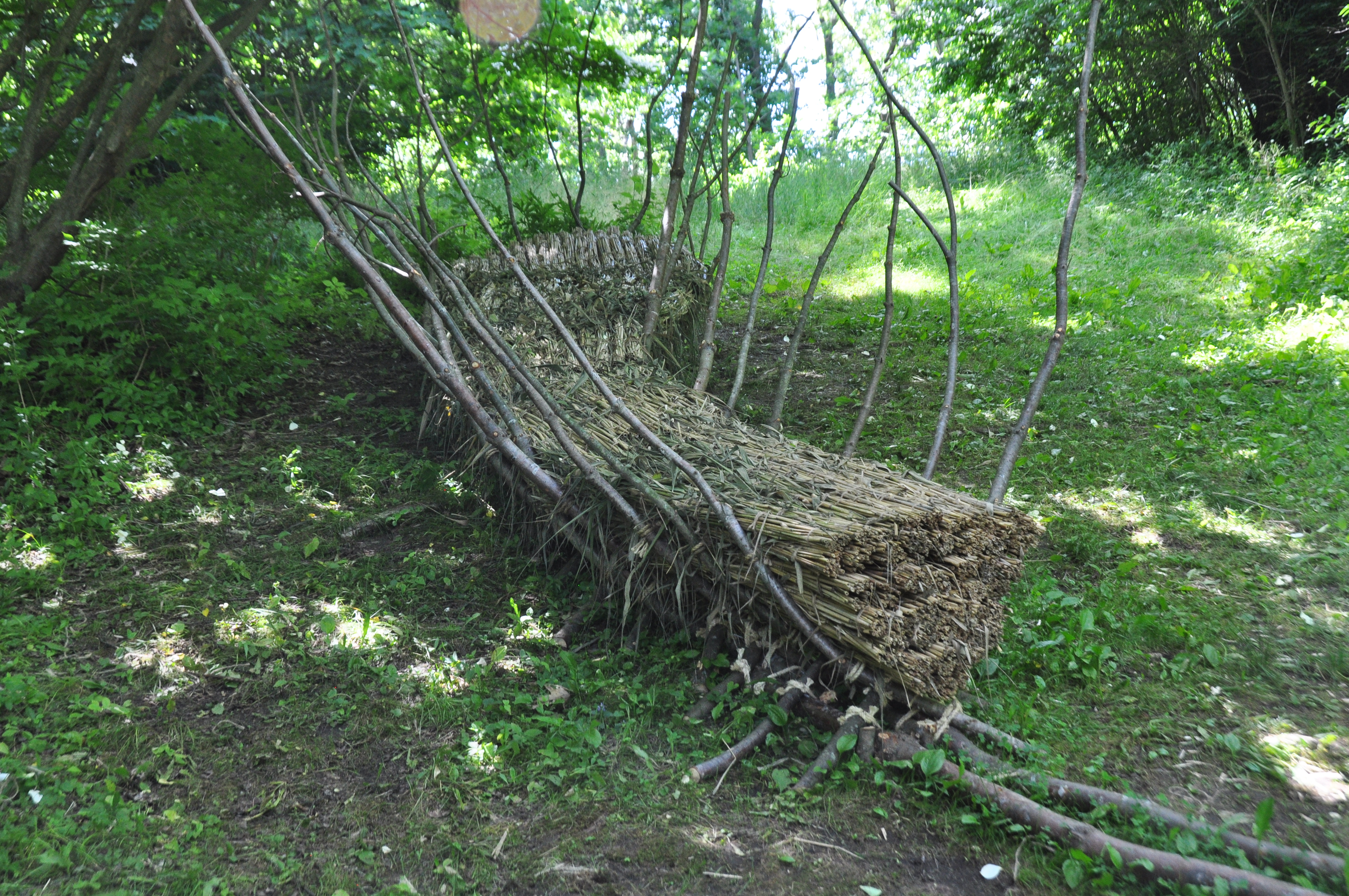
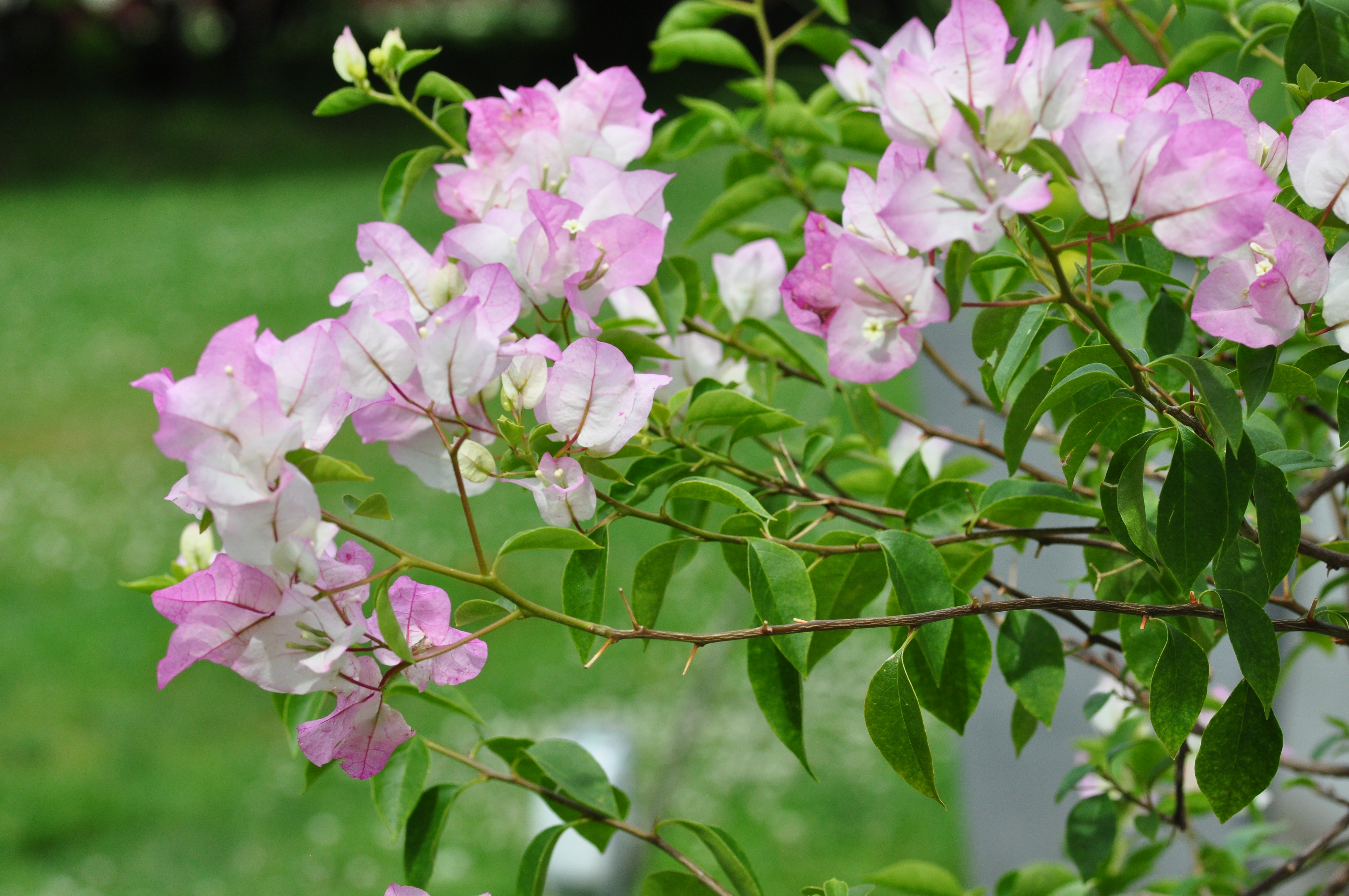
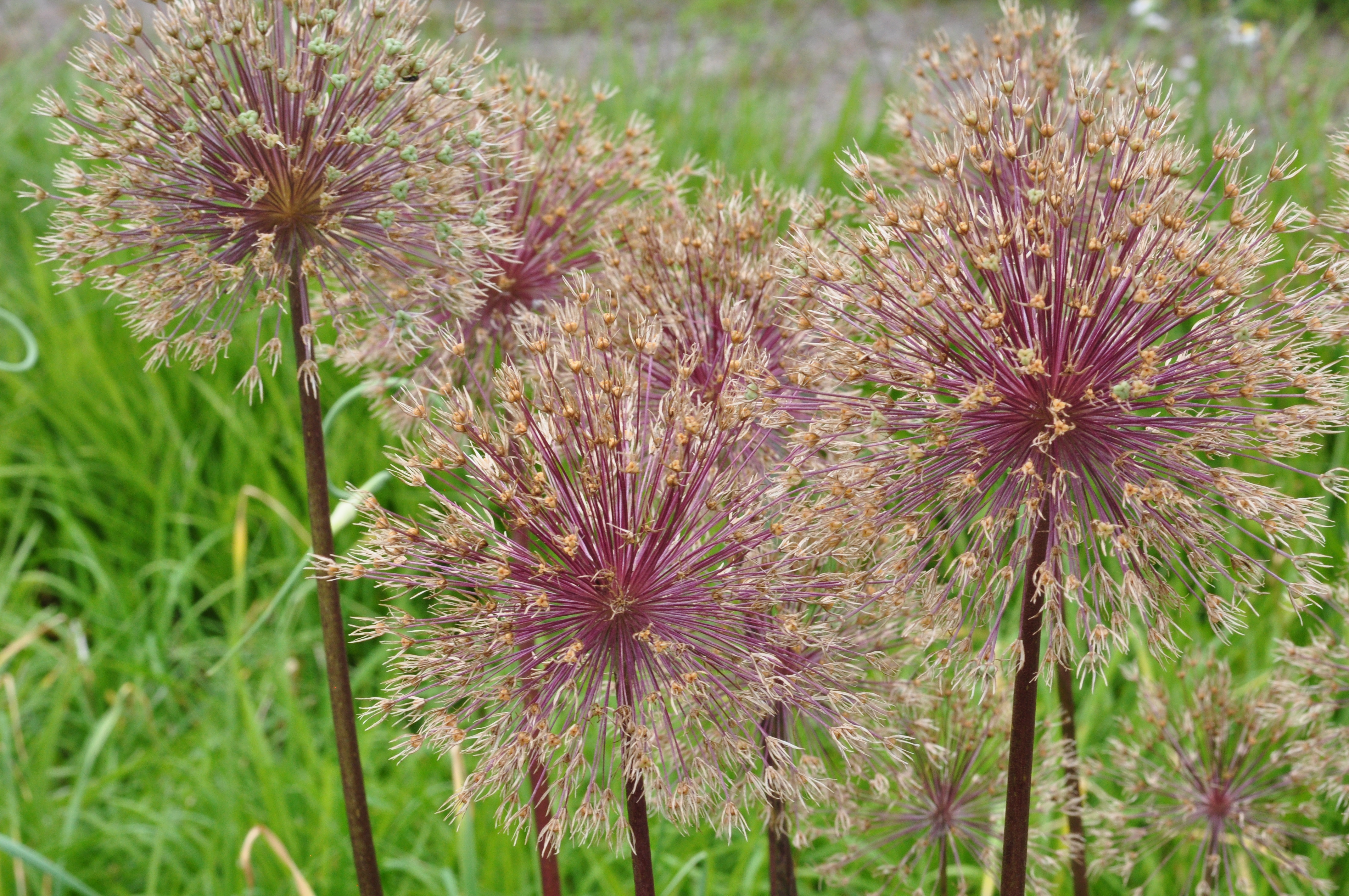
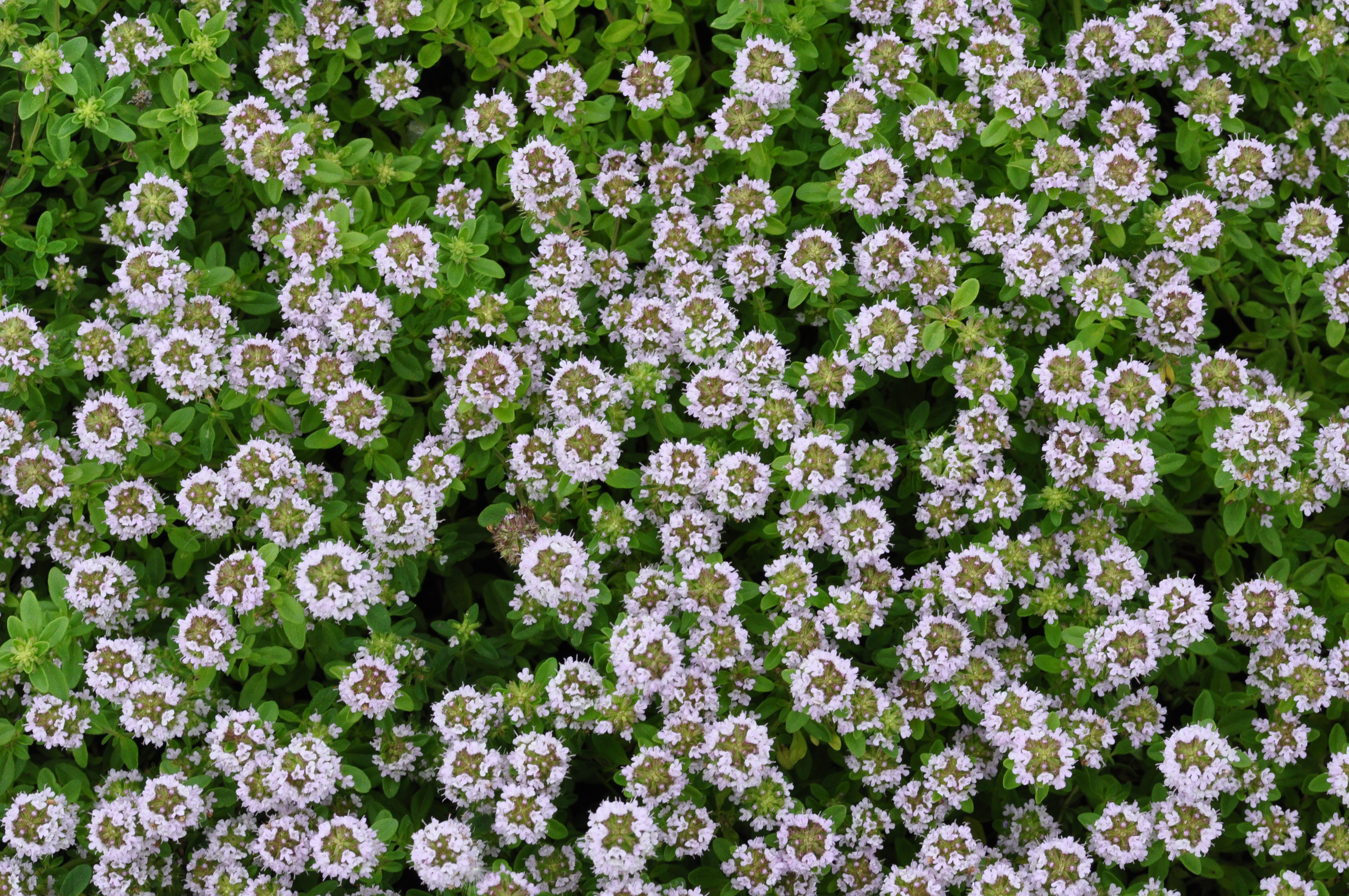

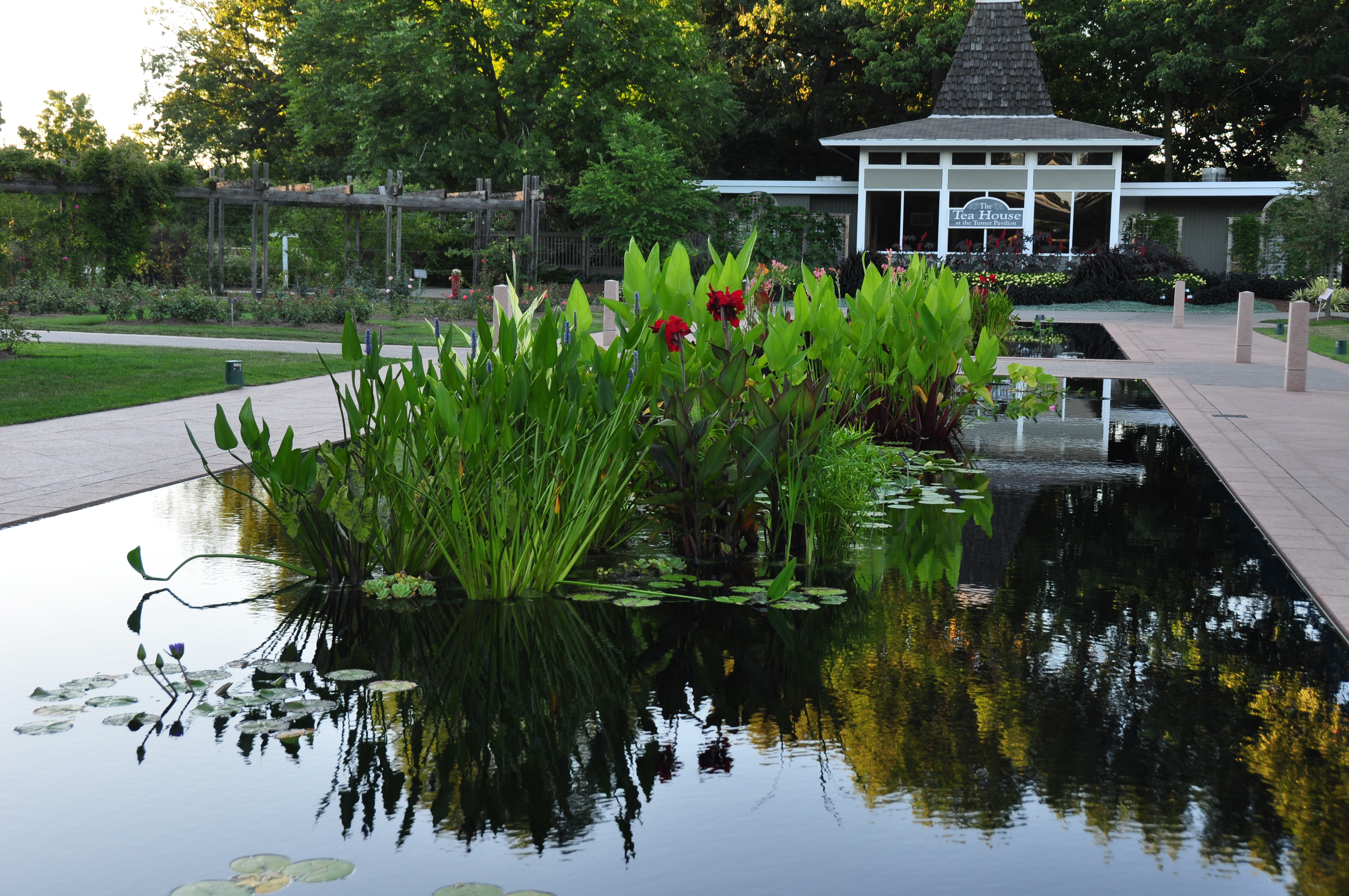
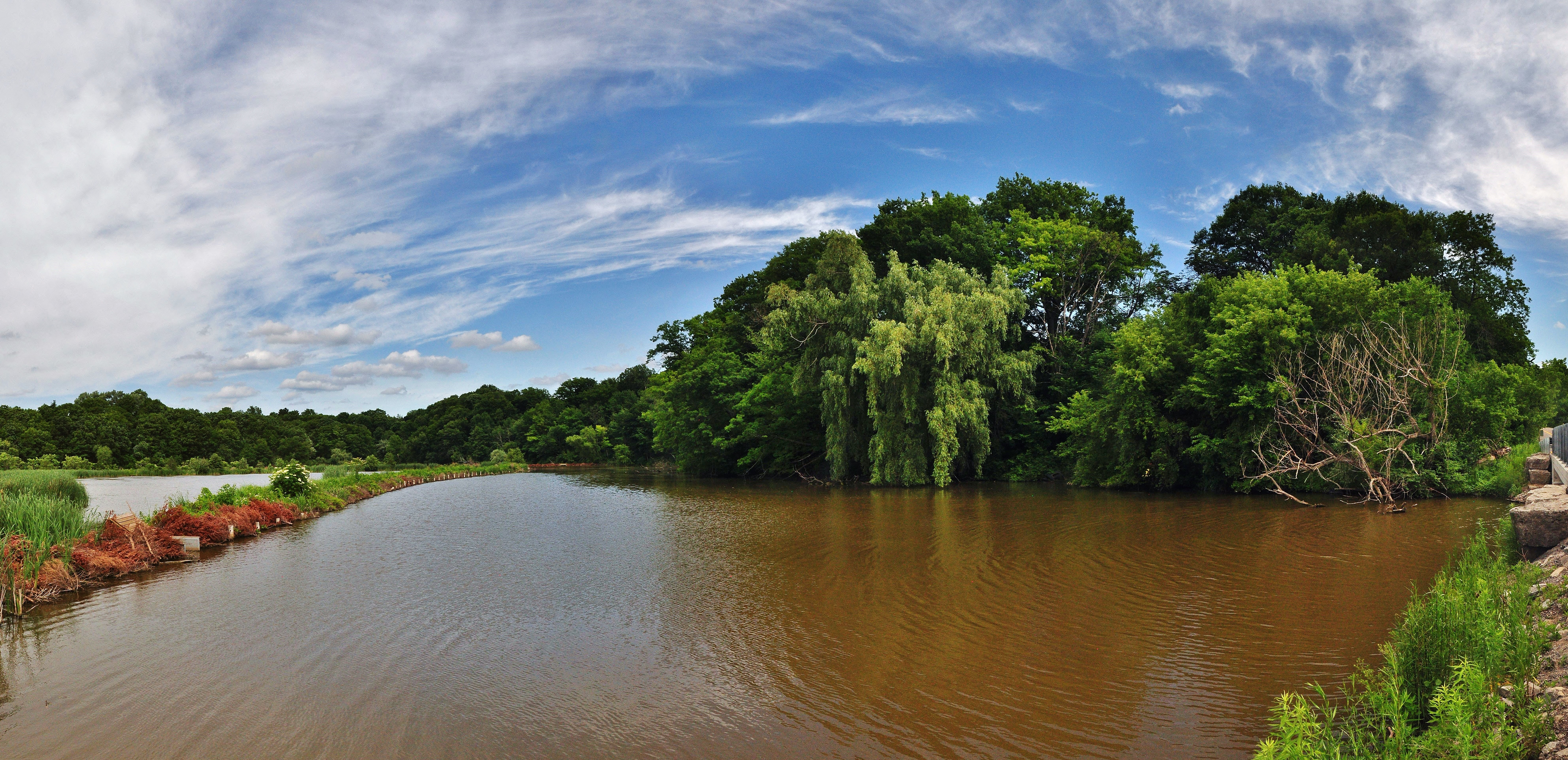
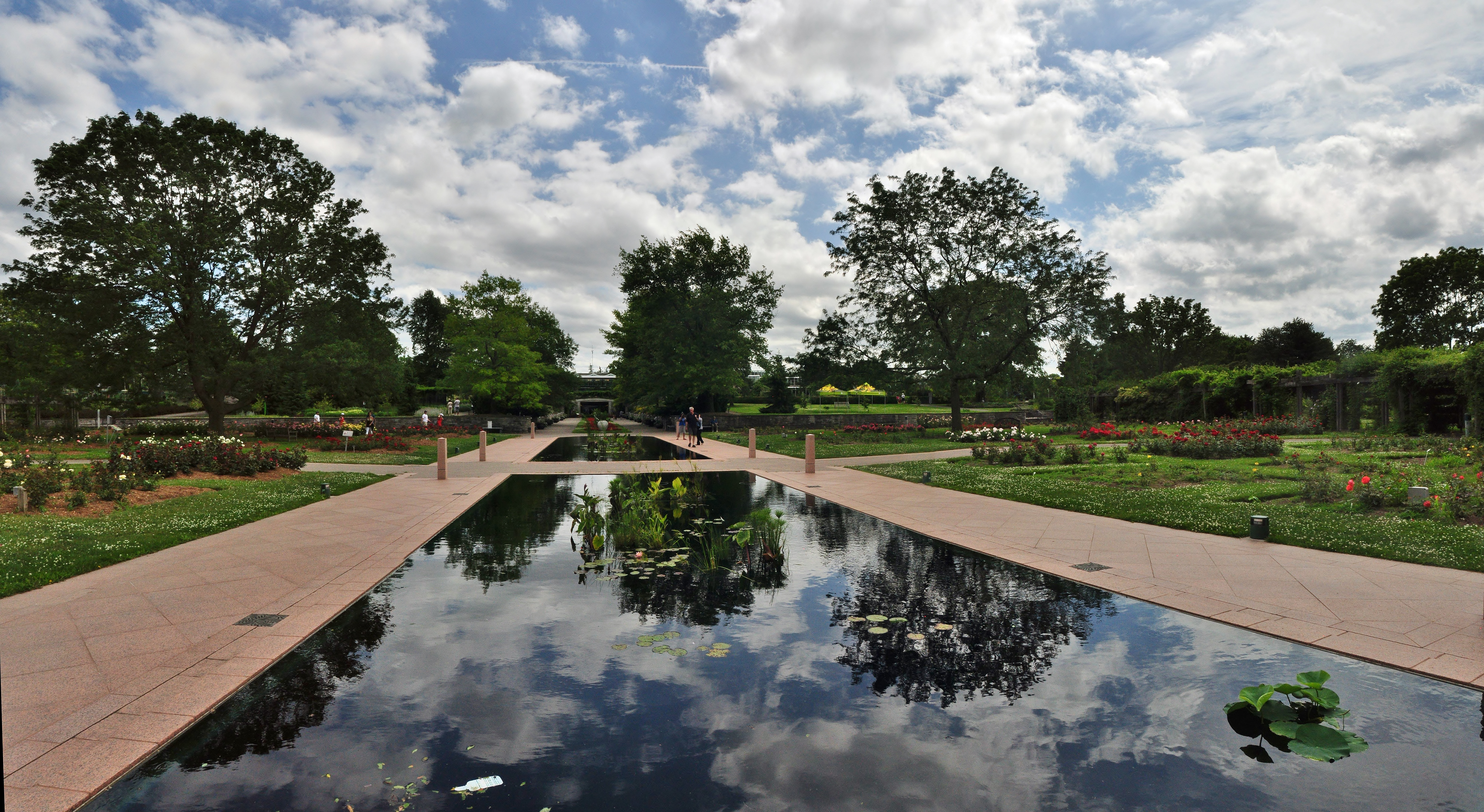
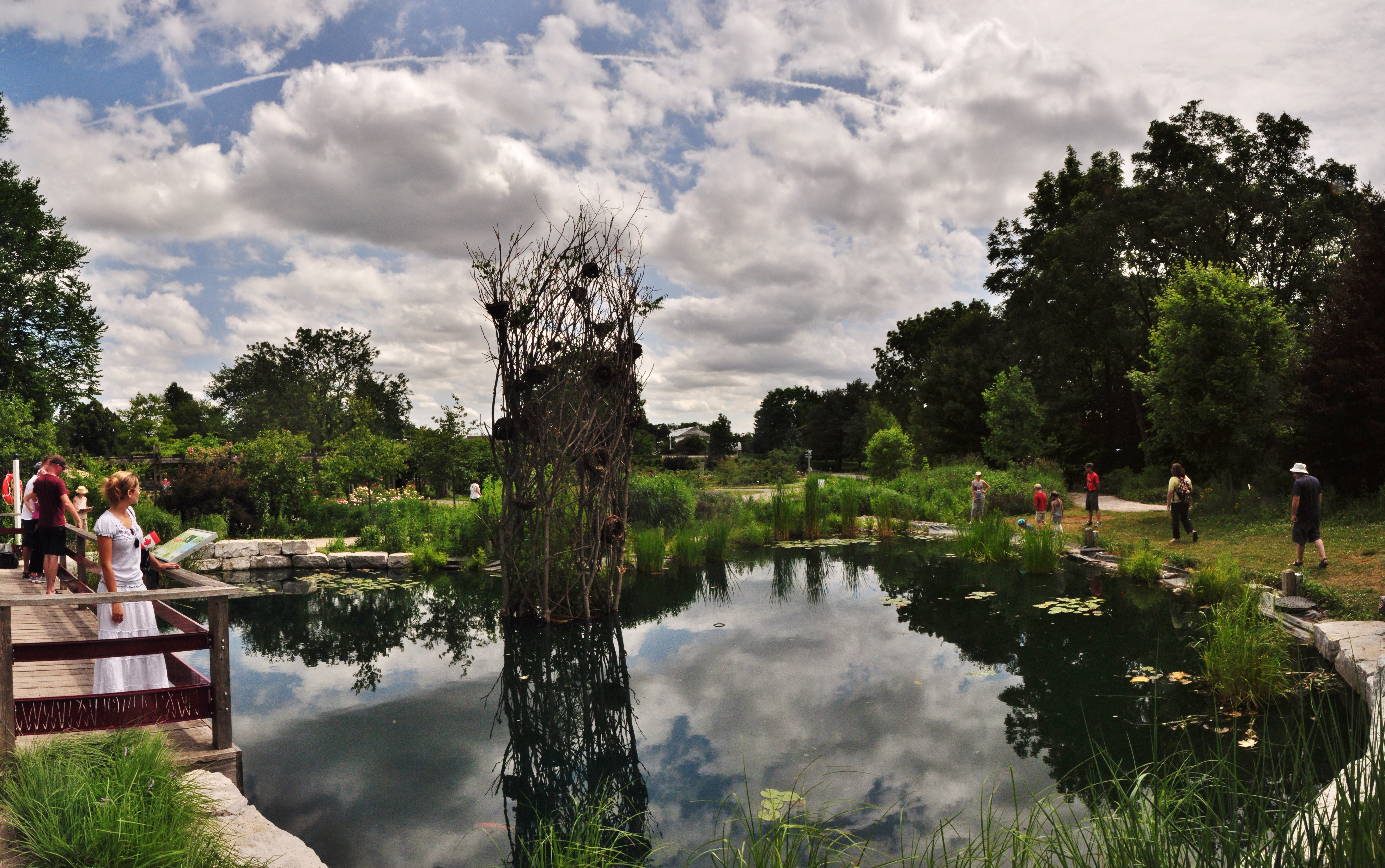
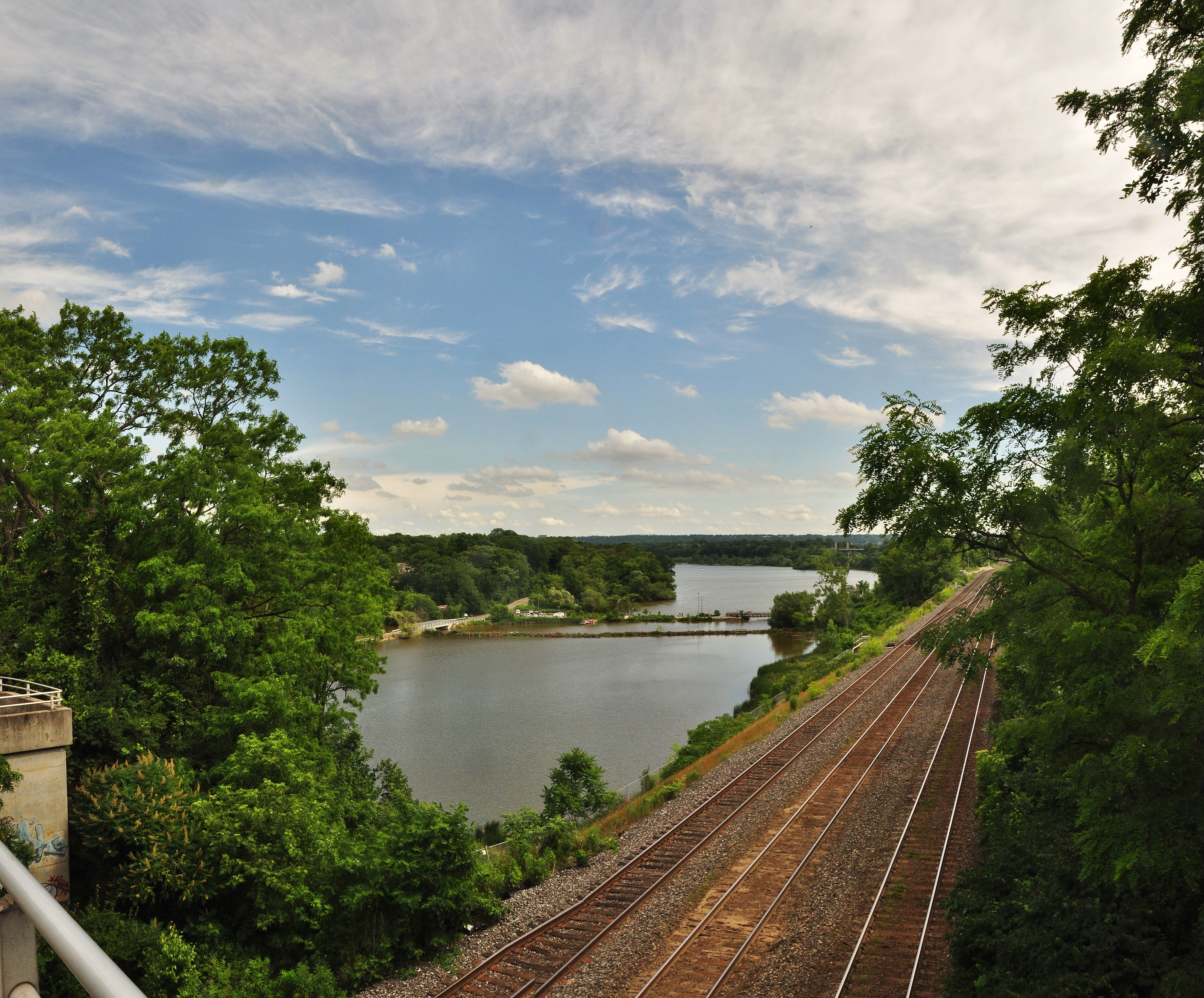
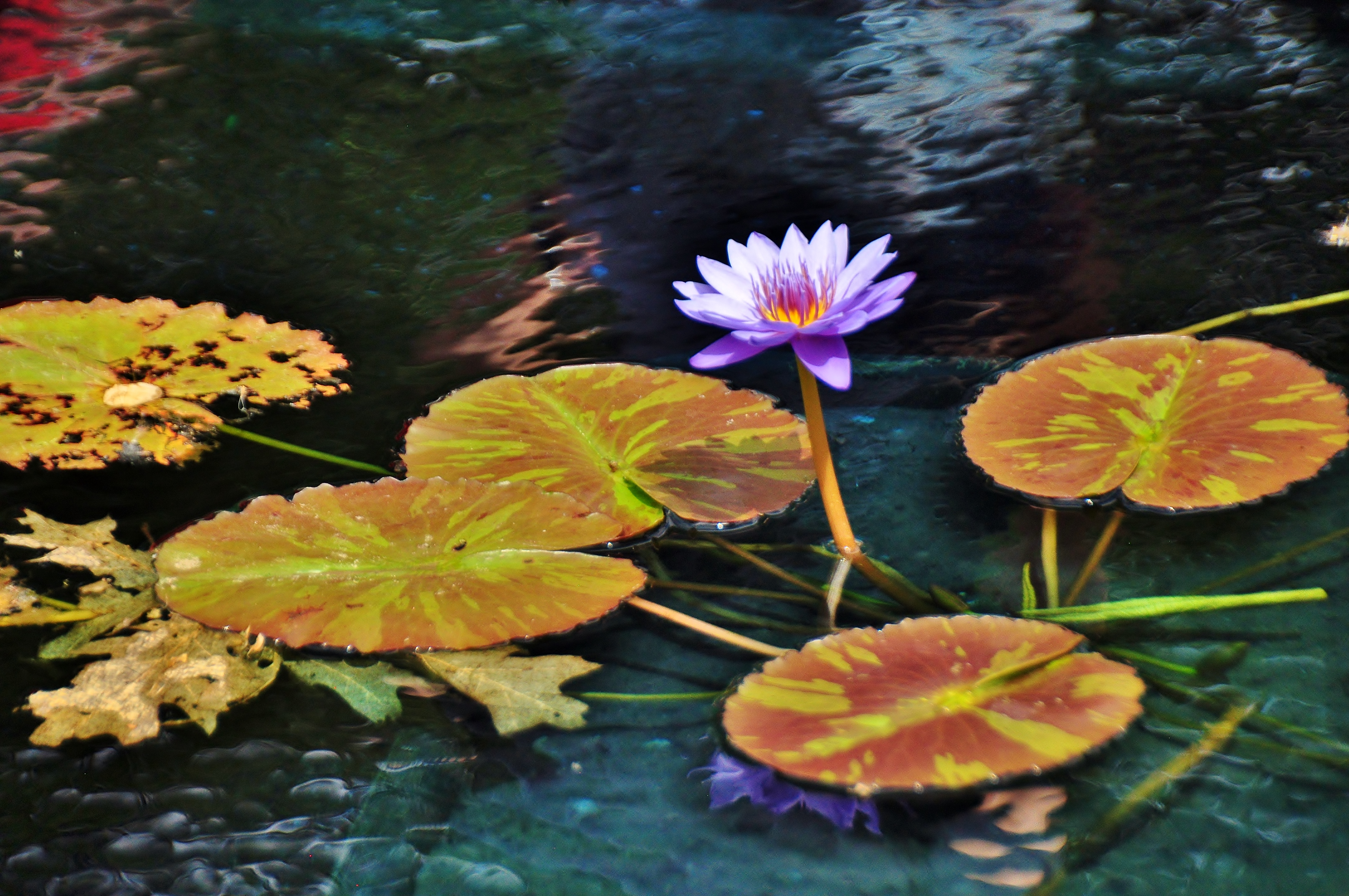
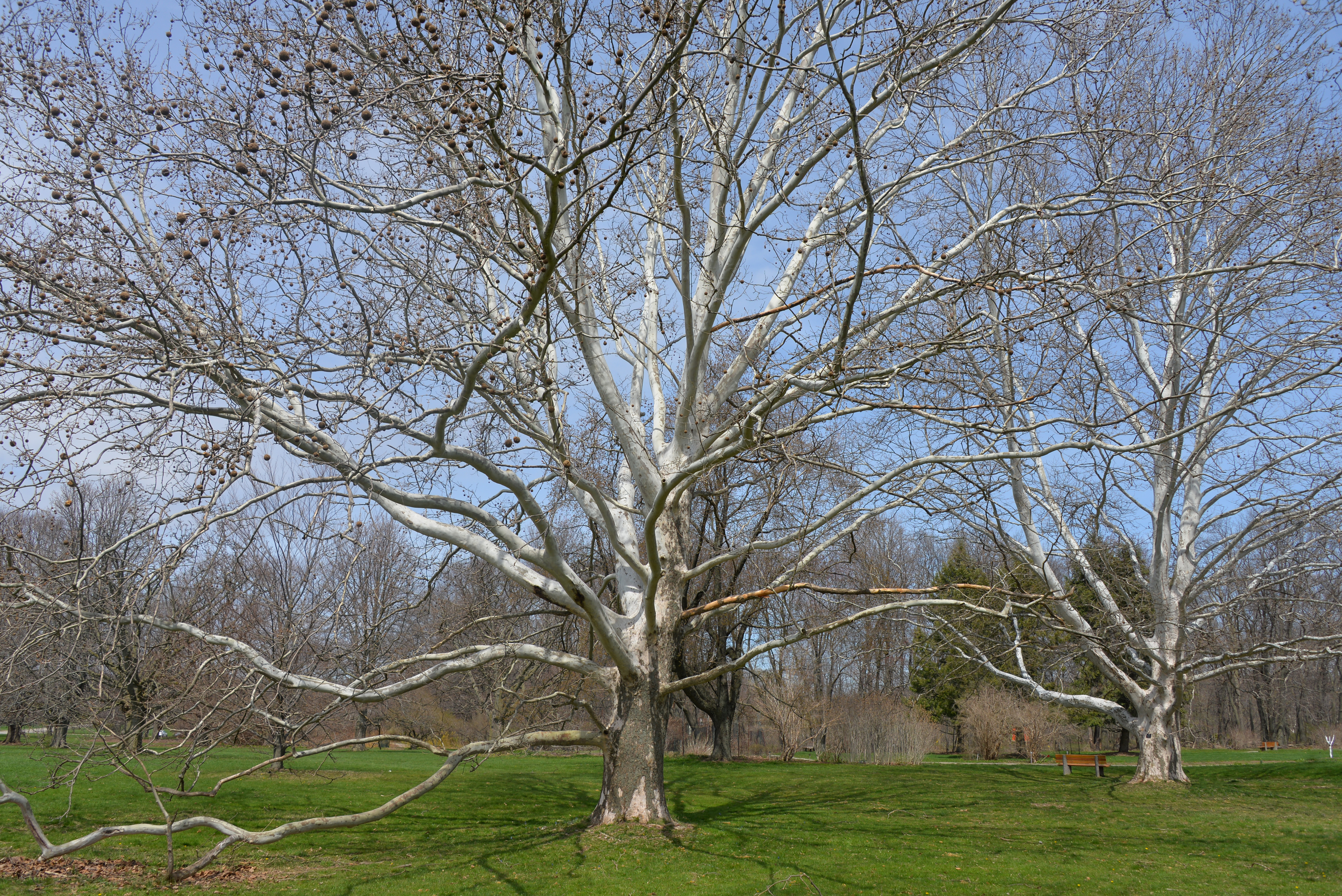

## Зовнішні посилання
- Офіційна сторінка Королівського ботанічного саду [Архівовано 18 квітня 2007 у Wayback Machine.](англ.)